# مارفين سكولز
مارفين سكولز (بالألمانية: Marvin Schulz) (15 يناير 1995 بمولهايم أن در رور في ألمانيا - ) هو لاعب كرة قدم ألماني في مركز الوسط. لعب مع بوروسيا مونشنغلادباخ وBorussia Mönchengladbach II ‏.

## وصلات خارجية
- مارفين سكولز على موقع قاعدة بيانات كرة القدم.إي يو (الإنجليزية)
- مارفين سكولز على موقع بيانات كرة القدم. دي إي (الألمانية)
- مارفين سكولز على موقع Soccerway.com (الإنجليزية)
- مارفين سكولز على موقع عالم كرة القدم.نت (الإنجليزية)
- مارفين سكولز على موقع AS.com (الإسبانية)